# Pływanie na Letnich Igrzyskach Olimpijskich 2008 – 400 m stylem dowolnym kobiet
400 m stylem dowolnym kobiet – jedna z konkurencji pływackich, które odbyły się podczas XXIX Igrzysk Olimpijskich. Eliminacje miały miejsce 10 sierpnia, a finał konkurencji 11 sierpnia. Wszystkie etapy konkurencji przeprowadzone zostały na Pływalni Olimpijskiej w Pekinie.
Mistrzynią olimpijską została Brytyjka Rebecca Adlington, która zdobyła dla swojego kraju pierwszy od 48 lat złoty medal olimpijski w kobiecym pływaniu. Srebro wywalczyła Katie Hoff ze Stanów Zjednoczonych, która w finale popłynęła zaledwie o 0,07 s wolniej niż Adlington i ustanowiła nowy rekord Ameryki (4:03,29). Brązowy medal otrzymała reprezentantka Wielkiej Brytanii Joanne Jackson, która w finale uzyskała czas 4:03,52.
Broniąca tytułu mistrzyni olimpijskiej z Aten Francuzka Laure Manaudou w finale zajęła ósme miejsce.
W eliminacjach tej konkurencji, Katie Hoff, która uzyskała czas 4:03,71, poprawiła rekord olimpijski swojej rodaczki Janet Evans, który został ustanowiony na igrzyskach olimpijskich w Seulu w 1988 roku. Kilka minut później, nowy rekord olimpijski (4:02,19) ustanowiła rekordzistka świata Włoszka Federica Pellegrini, która w finale zajęła piąte miejsce. Czas lepszy od rekordu Evans w eliminacjach uzyskały także Brytyjki Rebecca Adlington (4:02,24) i Joanna Jackson (4:03,80). 

## Terminarz
Wszystkie godziny podane są w czasie chińskim (UTC+08:00) oraz polskim (CEST).
| Data             | Godzina rozpoczęcia | Godzina rozpoczęcia |            |
| Data             | UTC+08:00           | CEST                |            |
| ---------------- | ------------------- | ------------------- | ---------- |
| 10 sierpnia 2008 | 20:05               | 14:05               | Eliminacje |
| 11 sierpnia 2008 | 11:17               | 05:17               | Finał      |

## Rekordy
Przed zawodami rekord świata i rekord olimpijski wyglądały następująco:
| Rekord            | Zawodniczka         | Czas    | Miejsce   | Data             |
| ----------------- | ------------------- | ------- | --------- | ---------------- |
| Rekord świata     | Federica Pellegrini | 4:01,53 | Eindhoven | 24 marca 2008    |
| Rekord olimpijski | Janet Evans         | 4:03,85 | Seul      | 22 września 1988 |

W trakcie zawodów ustanowiono następujące rekordy:
| Data        | Etap konkurencji      | Zawodniczka         | Czas    | Rekord |
| ----------- | --------------------- | ------------------- | ------- | ------ |
| 10 sierpnia | wyścig eliminacyjny 5 | Katie Hoff          | 4:03,71 | OR     |
| 10 sierpnia | wyścig eliminacyjny 6 | Federica Pellegrini | 4:02,19 | OR     |

## Wyniki

### Eliminacje
| Miejsce | Wyścig | Tor | Zawodniczka                   | Państwo           | Czas      | Uwagi |
| ------- | ------ | --- | ----------------------------- | ----------------- | --------- | ----- |
| 1.      | 6      | 4   | Federica Pellegrini           | Włochy            | 4:02,19   | Q,    |
| 2.      | 6      | 3   | Rebecca Adlington             | Wielka Brytania   | 4:02,24   | Q,    |
| 3.      | 5      | 4   | Katie Hoff                    | Stany Zjednoczone | 4:03,71   | Q,    |
| 4.      | 5      | 6   | Joanne Jackson                | Wielka Brytania   | 4:03,80   | Q     |
| 5.      | 5      | 3   | Bronte Barratt                | Australia         | 4:04,16   | Q,    |
| 6.      | 5      | 5   | Coralie Balmy                 | Francja           | 4:04,25   | Q     |
| 7.      | 4      | 6   | Camelia Potec                 | Rumunia           | 4:04,55   | Q     |
| 8.      | 4      | 4   | Laure Manaudou                | Francja           | 4:04,93   | Q     |
| 9.      | 4      | 5   | Otylia Jędrzejczak            | Polska            | 4:05,50   |       |
| 10.     | 4      | 3   | Linda Mackenzie               | Australia         | 4:05,91   |       |
| 11.     | 6      | 1   | Stephanie Horner              | Kanada            | 4:07,45   |       |
| 12.     | 5      | 2   | Wendy Trott                   | Południowa Afryka | 4:08,38   | AF    |
| 13.     | 5      | 7   | Lotte Friis                   | Dania             | 4:08,47   |       |
| 14.     | 6      | 5   | Kate Ziegler                  | Stany Zjednoczone | 4:09,59   |       |
| 14.     | 6      | 7   | Flavia Rigamonti              | Szwajcaria        | 4:09,59   |       |
| 16.     | 4      | 8   | Jördis Steinegger             | Austria           | 4:09,72   | NR    |
| 17.     | 6      | 2   | Melissa Corfe                 | Południowa Afryka | 4:10,54   |       |
| 18.     | 5      | 1   | Gabriella Fagundez            | Szwecja           | 4:11,40   |       |
| 19.     | 4      | 1   | Savannah King                 | Kanada            | 4:11,49   |       |
| 20.     | 3      | 3   | Susana Escobar                | Meksyk            | 4:11,99   | NR    |
| 21.     | 3      | 5   | Monique Ferreira              | Brazylia          | 4:12,21   |       |
| 22.     | 4      | 7   | Tan Miao                      | Chiny             | 4:12,35   |       |
| 23.     | 4      | 2   | Erika Villaécija García       | Hiszpania         | 4:14,25   |       |
| 24.     | 3      | 6   | Hoi Shun Stephanie Au         | Hongkong          | 4:14,82   |       |
| 25.     | 6      | 8   | Jaana Ehmcke                  | Niemcy            | 4:15,15   |       |
| 26.     | 5      | 8   | Li Mo                         | Chiny             | 4:15,50   |       |
| 27.     | 3      | 2   | Eleftheria Evgenia Efstathiou | Grecja            | 4:15,78   |       |
| 28.     | 3      | 4   | Darja Bielakina               | Rosja             | 4:16,21   |       |
| 29.     | 1      | 4   | Boglárka Kapás                | Węgry             | 4:16,22   |       |
| 30.     | 3      | 1   | Lynette Lim                   | Singapur          | 4:17,67   |       |
| 31.     | 6      | 6   | Ai Shibata                    | Japonia           | 4:17,96   |       |
| 32.     | 2      | 2   | Yanel Pinto                   | Wenezuela         | 4:18,09   |       |
| 33.     | 2      | 1   | Nataliya Khudyakova           | Ukraina           | 4:18,34   |       |
| 34.     | 3      | 7   | Cecilia Biagioli              | Argentyna         | 4:19,85   |       |
| 35.     | 2      | 7   | Eva Lehtonen                  | Finlandia         | 4:20,07   |       |
| 36.     | 2      | 3   | Kristina Lennox-Silva         | Portoryko         | 4:20,17   |       |
| 37.     | 2      | 6   | Lee Ji-eun                    | Korea Południowa  | 4:21,53   |       |
| 38.     | 2      | 5   | Khoo Cai Lin                  | Malezja           | 4:23,37   |       |
| 39.     | 2      | 4   | Golda Marcus                  | Salwador          | 4:23,50   |       |
| 40.     | 3      | 8   | Yang Chin-kuei                | Chińskie Tajpej   | 4:24,78   |       |
| 41.     | 1      | 3   | Shrone Austin                 | Seszele           | 4:35,86   |       |
| 42. !   | 1      | 5   | Natthanan Junkrajang          | Tajlandia         | 9:99,99 ! | DNS   |

### Finał
| Miejsce | Tor | Zawodniczka         | Państwo           | Czas    | Uwagi |
| ------- | --- | ------------------- | ----------------- | ------- | ----- |
| 1 !     | 5   | Rebecca Adlington   | Wielka Brytania   | 4:03,22 |       |
| 2 !     | 3   | Katie Hoff          | Stany Zjednoczone | 4:03,29 | AM    |
| 3 !     | 6   | Joanne Jackson      | Wielka Brytania   | 4:03,52 |       |
| 4       | 7   | Coralie Balmy       | Francja           | 4:03,60 |       |
| 5.      | 4   | Federica Pellegrini | Włochy            | 4:04,56 |       |
| 6.      | 1   | Camelia Potec       | Rumunia           | 4:04,66 |       |
| 7.      | 2   | Bronte Barratt      | Australia         | 4:05,05 |       |
| 8.      | 8   | Laure Manaudou      | Francja           | 4:11,26 |       |